# Número de Bacon

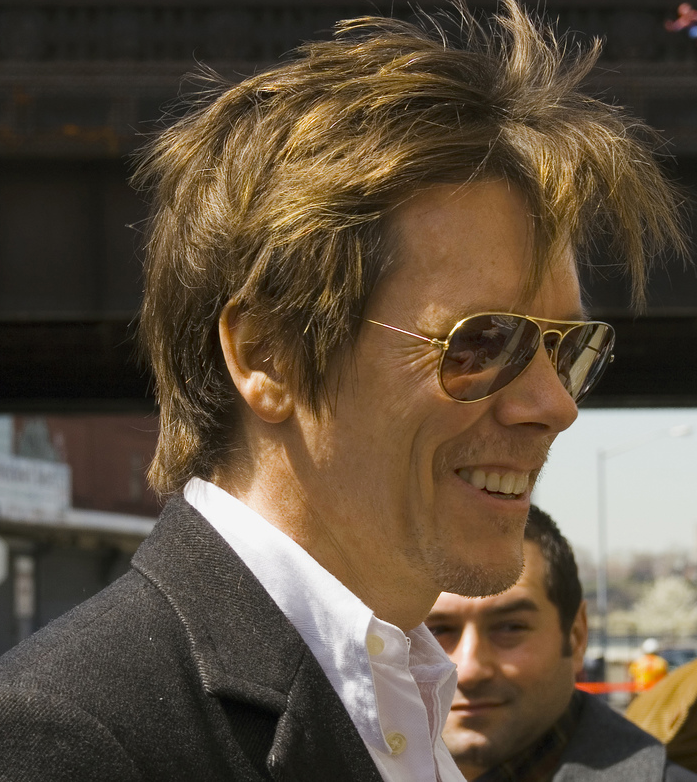
El actor Kevin Bacon en 2007.

El número de Bacon es el número de actores o actrices que separan a cualquiera de ellos con Kevin Bacon. Esta relación es extraída de la base de datos Internet Movie Data Base, y se establece para cada actor o actriz a partir de sus apariciones con personas que han trabajado con Kevin Bacon o con alguien que tenga el menor número de Bacon posible. Cuanto más alto sea el número, el actor estará más alejado de Kevin Bacon. 
Curiosamente el número de saltos no suele ser mayor que 6 o 7, y solamente hay 17 actores que necesitan 8 saltos hasta llegar a él, de los más de 700.000 incluidos en la IMDb.
El número de Bacon no deja de ser un desarrollo sobre una base de datos verificable de la teoría de los seis grados de separación o del "Mundo pequeño". También tiene como antecedente el Número de Erdős, que señala la distancia colaborativa, en lo relativo a trabajos matemáticos entre un autor y Paul Erdős, matemático húngaro. La fusión de estos dos es el Número de Erdős-Bacon.    